# Steven Joseph-Monrose
Steven Joseph-Monrose (* 20. Juli 1990 in Bondy) ist ein französischer Fußballspieler.

## Karriere

### Verein
Joseph-Monrose begann seine Karriere beim Heimatverein AS Bondy, bevor er im Jahr 2000 zu CRAF Liévin wechselte. Nach zwei Jahren wechselte der Jugendspieler weiter zum RC Lens. Am 20. Juli 2008 unterzeichnete er seinen ersten Profivertrag beim RC Lens. Der Vertrag lief bis 2013. Sein Profidebüt gab er am 13. Oktober 2008 beim 1:0-Sieg gegen EA Guingamp. Er wurde 20 Minuten vor Schluss eingewechselt. Im selben Spiel gab auch sein Freund William Rémy sein Profidebüt. Die beiden haben schon in den Jugendmannschaften zusammen gespielt. Im Januar 2010 wurde er in der Ligue 2 spielenden Verein LB Châteauroux verliehen. Nach acht Spielen und einem erzielten Tor kehrte er im Juli wieder nach Lens zurück.
Am 2. Juli 2011 wechselte er zum belgischen Verein KV Kortrijk, wo er einen Dreijahresvertrag unterschrieb. Nachdem Joseph-Monrose in der Saison 2011/12 bei Kortrijk überzeugen konnte, wechselte er zum Ligakonkurrenten KRC Genk. Es folgte die Station Stade Brest, ehe er im Sommer 2017 zum aserbaidschanischen Verein FK Qəbələ wechselte. 2019 schloss er sich dann dem Ligarivalen Neftçi Baku an, mit dem er aserbaidschanischer Meister sowie Torschützenkönig wurde. Zwei Jahre später unterschrieb er bei AO Xanthi in Griechenland.

### Nationalmannschaft
Joseph-Monrose spielte für diverse französische U-Nationalmannschaften. Am 25. Mai 2009 wurde er vom U-20-Trainer für die Mittelmeerspiele 2009 nominiert.

## Erfolge
- Belgischer Pokalsieger: 2013
- Aserbaidschanischer Meister: 2020/21 (und Torschützenkönig)